# Bílý kruh bezpečí
Bílý kruh bezpečí, z.s. je zapsaný spolek s působností v celé České republice, založený v roce 1991. Poslání BKB sleduje tři cíle: poskytovat přímou pomoc obětem a svědkům trestných činů, podílet se na prevenci kriminality a usilovat o zlepšení práv a postavení poškozených v trestním řízení.

## Popis
Bílý kruh bezpečí poskytuje prostřednictvím svých 13 pracovišť v ČR komplexní viktimologickou intervenci obětem a svědkům trestných činů. Služba je odborná, bezplatná a diskrétní. Osobní kontakt zajišťuje vždy dvojice poradců, právník a psycholog. Pro Bílý kruh bezpečí pracuje 342 právníků a psychologů na bázi dobrovolnické práce.

## Obecné informace
Služba pro oběti je kombinací odborného poradenství (psychologická podpora a právní informace), základních sociálních služeb (psychoterapie, doprovody k procesním úkonům, příprava na hlavní líčení u soudu, peněžitá pomoc, víkendové psychorekondiční pobyty, fyzioterapie) a fakultativních služeb (výjezdy do nemocnice ke zraněným obětem, do místa bydliště pozůstalých, přeshraniční pomoc).
Poradny Bílého kruhu bezpečí naleznete v Brně, Českých Budějovicích, Jihlavě, Liberci, Olomouci, Ostravě, Pardubicích, Plzni a v Praze. Intervenční centrum BKB sídlí v Ostravě.

## Spojení
- Linka pomoci obětem kriminality a domácího násilí na tel. č. 116 006 (nonstop a bezplatně)
- Centrála Bílý kruh bezpečí: +420 257 317 110 nepřetržitě